# Pax Mongolica

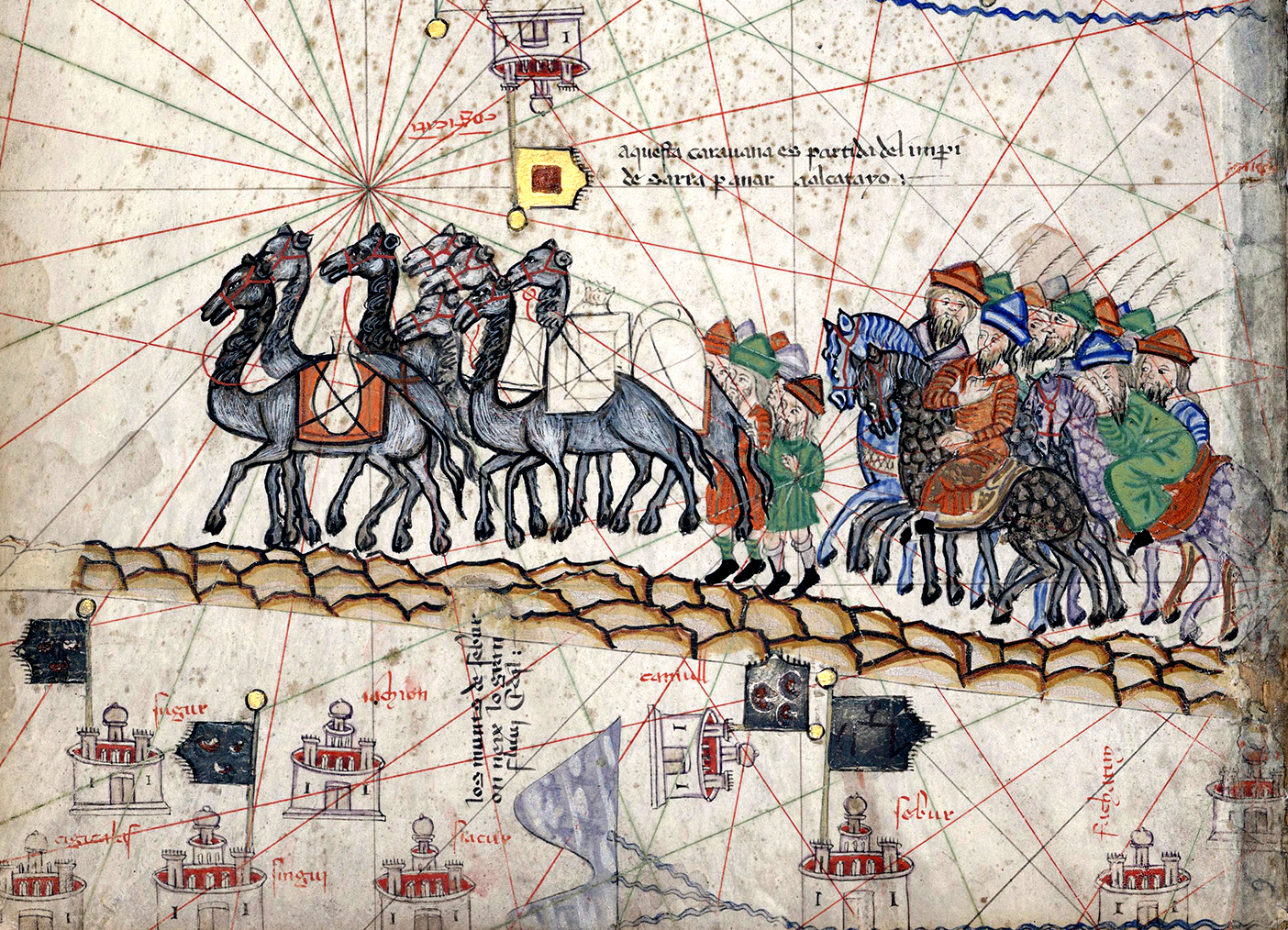
Bản đồ Catalan mô tả Marco Polo đi du lịch về phía Đông trong Pax Mongolica

Pax Mongolica (tiếng Latinh nghĩa là "Thái bình Mông Cổ"), ít được biết đến hơn với tên Pax Tatarica ("Hòa bình Tatar") là thuật ngữ địa lý lịch sử, được mô phỏng theo nguyên từ Pax Romana, mô tả những ảnh hưởng ổn định của các cuộc chinh phục Mông Cổ về đời sống xã hội, văn hoá và kinh tế của cư dân thuộc lãnh thổ Á Xô rộng lớn mà Mông Cổ chinh phục vào thế kỷ 13 và 14. Thuật ngữ này được sử dụng để miêu tả về giao tiếp tự do và thương mại, chính quyền thống nhất đã giúp tạo ra và thời kỳ hoà bình tương đối theo sau những cuộc chinh phạt rộng lớn của Mông Cổ.
Các cuộc chinh phạt của Genghis Khan (1206-1227) và những người kế nhiệm ông, trải dài từ Đông Nam Á đến Đông Âu, đã kết nối thế giới phương Đông với thế giới phương Tây. Con đường Tơ lụa, kết nối các trung tâm thương mại trên khắp châu Á và châu Âu, nằm dưới sự cai trị duy nhất của Đế chế Mông Cổ. Người ta thường nói rằng "một cô gái mang một cục vàng trên đầu của cô có thể lang thang một cách an toàn trên khắp lãnh thổ này"  Mặc dù sự phân bố chính trị của Mông Cổ vào bốn hãn quốc (triều đại Nguyên, Golden Horde, Chagatai Khanate và Ilkhanate), gần một thế kỷ của cuộc chinh phục và cuộc nội chiến đã đi kèm với sự ổn định tương đối vào đầu thế kỷ 14. Sự kết thúc của Pax Mongolica được đánh dấu bằng sự tan rã của các khanat và sự bùng nổ của Cái chết đen ở Châu Á trải dài theo các tuyến thương mại đến phần lớn thế giới vào giữa thế kỷ 14.

## Thành lập

Sự mở rộng của đế chế Mông Cổ

Các nền móng của Pax Mongolica nằm trong Đế chế Mông Cổ bắt đầu với Thành Cát Tư Hãn vào đầu thế kỷ 13. Trong quá trình chinh phục các bộ lạc khác nhau trong khu vực, Thành Cát Tư Hãn đã cách mạng cuộc cách mạng xã hội bộ lạc Mông Cổ được cấu trúc. Sau mỗi chiến thắng mới, ngày càng có nhiều người được thành lập dưới sự cai trị của Thành Cát Tư Hãn, do đó đa dạng hóa sự cân bằng xã hội của bộ tộc. Năm 1203, Genghis Khan, nhằm tăng cường quân đội, ra lệnh cho một cuộc cải cách nhằm tái tổ chức cấu trúc của quân đội trong khi phá vỡ các sư đoàn truyền thống và gia đình, trước đây đã phân chia xã hội và quân đội. Ông đã sắp xếp quân đội của mình thành arbans (liên dân tộc mười), và các thành viên của một arban đã được chỉ thị trung thành với nhau bất kể nguồn gốc dân tộc. Mười arbans đã làm một zuun, hoặc một toán; Mười zuuns làm một myangan, hoặc một đoàn; Và mười myangan hình thành một quân đoàn, hoặc một đội quân 10.000 người. Tổ chức hệ thống này của quân đội hùng mạnh của Thành Cát Tư Hãn đã chứng minh là rất hiệu quả trong việc chinh phục, bằng thuyết phục hay ép buộc, nhiều bộ lạc của thảo nguyên Trung Á, nhưng nó cũng sẽ củng cố toàn bộ xã hội Mông cổ. Vào năm 1206, sự phát triển quân sự của Thành Cát Tư Hãn đã thống nhất các bộ lạc Mông Cổ, và trong cùng năm đó, ông được bầu và được hoan nghênh như là người lãnh đạo Mông Cổ.
Mông Cổ mới nhanh chóng chuyển sang tấn công các lãnh thổ khác. Các cuộc chinh phục Mông Cổ đầu tiên là các chiến dịch chống lại Tây Hạ ở Tây Bắc Trung Quốc. Năm 1209 người Mông Cổ chinh phục miền Tây Hạ. Giữa 1213 và 1214 người Mông Cổ chinh phục nước Kim, và đến năm 1214 người Mông Cổ đã chiếm hầu hết vùng đất phía bắc sông Hoàng Hà. Vào năm 1221, các tướng của Mông Cổ Jebe và Subodei bắt đầu cuộc thám hiểm của họ xung quanh Biển Caspi và vào Rus Kiev; Thành Cát Tư Hãn đã đánh bại Turkalic Jalal-Din Mingburnu tại Trận Indus và cuộc chiến tranh với đế chế Khwarezmian đã kết thúc cùng năm đó. Năm 1235 người Mông Cổ xâm chiếm Triều Tiên. Hai năm sau đó vào năm 1237 Batu Khan và Subodei bắt đầu cuộc chinh phục Rus '; Họ xâm chiếm Ba Lan và Hungary vào năm 1241. Năm 1252 người Mông Cổ bắt đầu cuộc xâm lăng miền Nam Trung Quốc; Họ chiếm thủ đô Hàng Châu vào năm 1276. Năm 1258 Hulagu Khan chiếm Baghdad.
Mỗi chiến thắng mới cho người Mông Cổ cơ hội kết hợp các dân tộc mới, đặc biệt là kỹ sư và lao động nước ngoài, vào xã hội của họ. Mỗi cuộc chinh phục mới cũng có được các tuyến thương mại mới và cơ hội để kiểm soát thuế và các cảng biển. Do đó, thông qua việc mở rộng lãnh thổ, quốc gia Mông Cổ không chỉ trở thành một đế quốc mà còn trở nên tiến bộ về công nghệ và kinh tế.